# Franziska Troegner
Franziska Troegner (Berlino, 18 luglio 1954) è un'attrice tedesca.
Parla tedesco, inglese e russo.
Figlia dell'attore Werner Troegner.
Dal 1995 è vedova dell'attore e regista Ulrich Thein.
Recita in diversi film tedeschi e americani.
Tra i film americani recitò nel 2005 nel film La fabbrica di cioccolato nella parte della sig.ra Gloop.

## Filmografia parziale
- La fabbrica di cioccolato (Charlie and the Chocolate Factory), regia di Tim Burton (2005)